# Leopold Emanuel Valentin Hentschel von Gilgenheimb
Leopold Emanuel Valentin Hentschel von Gilgenheimb (geb. 15. Juni 1770 in Fuchswinkel, Landkreis Neisse; gest. 3. Februar 1823 Jäschkowitz, Landkreis Breslau, Provinz Schlesien) war ein preußischer Landrat und Landschaftsdirektor.

## Herkunft und Leben
Leopold Emanuel Valentin Hentschel von Gilgenheimb war der Sohn von Joseph Valentin Jordan von Gilgenheimb (1738–1787), bischöflicher Rat, Erbvogt von Weidenau und Erbherr auf Schwandorf und Fuchswinkel. Seine Mutter war Anna Elisabeth (1741–1779), geb. von Beym. Leopold Emanuel besuchte zunächst das reformierte Gymnasium in Breslau, bevor er ab 1790 seine weitere Ausbildung an der Ritterakademie in Liegnitz fortsetzte. Später wurde er Erbherr auf Franzdorf und Schwandorf, sowie Erbvogt auf Weidenau, wo er sich wohl der Landwirtschaft zuwandte. Im Jahr 1811 wurde er Nachfolger von Samuel Moritz von Prittwitz und Gaffron als Landrat des Landkreis Neisse. 1812 wurde er ferner zum Landesdirektor des Neissisch-Grottkauschen Landschaft errnannt.

## Familie
Leopold Emanuel Valentin Hentschel von Gilgenheimb war seit dem 11. Mai 1791 mit Maria Anna (1772–1828), geb. von Welczeck, verheiratet, ihre Kinder waren:
1. Anna Maria (1795–1840)
2. Mathilde (1797–1870)
3. Leocadie (* 1802)
4. Josef (1803–1860)
5. Antonie Adelheid (1805–1877)
6. Auguste Melanie Charlotte (1806–1880)

## Auszeichnungen
- 1881: Roter Adlerorden